# Chenonceau (zámek)
Chenonceau (francouzsky Château de Chenonceau, na rozdíl od blízké vesnice Chenonceaux) je zámek situovaný cca 240 km jihozápadně od Paříže, nedaleko soutoku řek Cher a Loira. Byl vybudován na místě původního hradu rodu Marques a přilehlého vodního mlýna stojícího uprostřed koryta řeky. V letech 1513–1521 byl nahrazen zámkem. V letech 1556–1559 byly přistavěny mostní oblouky, které zámek spojily s druhým břehem řeky. Na obloucích je nyní umístěna dvoupatrová galerie, kdysi využívaná jako oblíbené místo společenských setkání francouzské aristokracie. Tuto přístavbu zřejmě iniciovala Kateřina Medicejská. Po zámku ve Versailles je druhým nejnavštěvovanějším zámkem ve Francii.

## Zámek šesti žen
Zámek je někdy také nazýván „zámek šesti žen“, protože v jeho vlastnictví se postupně vystřídalo šest žen.
1. Catherine Briçonnet (1513–1526)
2. Diana de Poitiers (1547–1559)
3. Kateřina Medicejská (1559–1589)
4. Luisa Lotrinská (1589–1601)
5. Madame Claude Dupin (1733–1799)
6. Marguerite Pelouze (1864–1913)